# Énergie de dissociation d'une liaison

Animation de la dissociation d'une molécule diatomique AB en deux atomes A et B

Pour les articles homonymes, voir Énergie de liaison.
En chimie, l'énergie de dissociation d'une liaison (D0) réfère à l'une des mesures de l'énergie d'une liaison chimique. Elle correspond au changement d'enthalpie lors d'un clivage homolytique avec des réactifs et des produits de la réaction d'homolyse à 0 K (zéro absolu). D'ailleurs, l'énergie de dissociation d'une liaison est parfois appelée l'enthalpie de dissociation d'une liaison. Cependant, ces termes ne sont pas strictement équivalents car l'enthalpie de dissociation d'une liaison réfère à la réaction de dissociation dans les conditions normales de température et de pression. Cela amène une différence d'environ 1,5 kilocalorie par mole (kcal/mol), ou 6 kJ/mol, dans le cas d'une liaison hydrogène dans une grande molécule organique.

## Exemple
L'énergie de dissociation de l'un des liens C–H de l'éthane (C2H6) est donnée par la réaction :
CH3CH2–H → CH3CH2· + H·
D0 = ΔH = 101,1 kcal/mol (423,0 kJ/mol).

## Liste d'énergies de dissociation
| Liaison | Liaison                   | Énergie de dissociation d'une liaison | Énergie de dissociation d'une liaison | Énergie de dissociation d'une liaison | Note                                                    |
| Liaison | Liaison                   | (kcal/mol)                            | (kJ/mol)                              | (eV)                                  | Note                                                    |
| ------- | ------------------------- | ------------------------------------- | ------------------------------------- | ------------------------------------- | ------------------------------------------------------- |
| C–H     | liaison carbone-hydrogène | 98                                    | 410                                   | 4,25                                  |                                                         |
| C–F     | liaison carbone-fluor     | 117                                   | 490                                   | 5,08                                  | L'une des plus fortes liaisons simples avec le carbone. |
| C–Cl    | liaison carbone-chlore    | 79                                    | 331                                   | 3,43                                  |                                                         |
| C–Br    | liaison carbone-brome     | 69                                    | 285                                   | 2,95                                  |                                                         |
| C–C     | liaison carbone-carbone   | 83–85                                 | 347–356                               | 3,60–3,69                             |                                                         |
| Cl–Cl   | dichlore                  | 58                                    | 242                                   | 2,51                                  | Se distingue par sa couleur jaunâtre.                   |
| Br–Br   | dibrome                   | 46                                    | 192                                   | 1,99                                  |                                                         |
| I–I     | diiode                    | 36                                    | 151                                   | 1,57                                  |                                                         |
| H–H     | dihydrogène               | 104                                   | 436                                   | 4,52                                  |                                                         |
| O–H     | hydroxyle                 | 110                                   | 460                                   | 4,77                                  |                                                         |
| O=O     | dioxygène                 | 119                                   | 497                                   | 5,15                                  |                                                         |
| N≡N     | diazote                   | 226                                   | 945                                   | 9,79                                  | L'un des liens les plus forts.                          |

Le tableau ci-dessous montre la variation de la force des liaisons le long du tableau périodique :
| Liaison     | Liaison                        | Énergie de dissociation | Énergie de dissociation | Note                                                          |
| Liaison     | Liaison                        | (kcal/mol)              | (kJ/mol)                | Note                                                          |
| ----------- | ------------------------------ | ----------------------- | ----------------------- | ------------------------------------------------------------- |
| H3C–H       | Liaisons C-H du groupe méthyle | 105                     | 439                     |                                                               |
| C2H5-H      | Liaisons C–H du groupe éthyle  | 101                     | 423                     |                                                               |
| (CH3)3C–H   | Liaisons C–H tertiaires        | 96,5                    | 404                     |                                                               |
| CH2=CH–H    | Liaisons C–H du groupe vinyle  | 111                     | 464                     |                                                               |
| HC≡C-H      | Liaisons C–H acétyléniques     | 133                     | 556                     |                                                               |
| C6H5-H      | Liaisons C–H du groupe phényle | 113                     | 473                     |                                                               |
| CH2=CHCH2-H | Liaisons C–H allyliques        | 89                      | 372                     |                                                               |
| C6H5CH2-H   | Liaisons C–H benzyliques       | 90                      | 377                     |                                                               |
| H3C–CH3     | Liaisons C–C alcanes           | 83–85                   | 347–356                 |                                                               |
| H2C=CH2     | Liaisons C=C alcène            | 146–151                 | 611–632                 |                                                               |
| HC≡CH       | Liaisons triples C≡C alcyne    | 200                     | 837                     | À peu près 2,5 fois plus fortes que les liaisons simples C–C. |